# 中国の観光
中国の観光（ちゅうごくのかんこう）は、中国（中華人民共和国）国内における観光及び、中国人による中国外への観光を記載する。

## 国内における観光
政府は外国人及び中国人の中国国内観光を推進している。
中国観光の規模は、2006年時点で世界第4位。2015年には、フランス、スペイン、アメリカを抜いて世界第1位になると予想されている（規模：約30億人、約29兆円）。
中国人による国内観光は、万里の長城などの有名観光地に行くことの他、2000年代後半には都市部の農村を知らない人たちによる農村観光（アグリツーリズム）が人気となっている。

### 経緯
元々、外交の補助手段として観光は始まった。当時の対象は東欧など社会主義国と、国外在住の華僑だったという。その後、改革開放を機に「外貨獲得手段としての産業」という位置づけに変わった。

### 欠点
- 中国人・外国人を問わず、ツアーでは土産物屋に行かされる。これは、旅行業者が土産物屋と結託しているためである[5]。
- 観光業が急速に発展したため、中国人には適正価格の概念がない。そのため、安くしかも良いものを手に入れようとする気質と相まって、「高品質の旅行商品を適正価格で提供する」ことがなく、「安く、質の悪い旅行商品」が溢れることになる[5]。
- 外国人（台湾人も含む）は、中国国内を自由に観光できるわけではなく、外国人などの立ち入りを制限した地域が存在し（例：チベット等）、それらの地域に旅行するためには、査証とは別に「入域許可書」が必要である。乗車券や航空券を購入するにも、入域許可書が必要であり、当日改札口やチェックインカウンターで所持の有無を確認される[6]。
- 中国人でも、経済特区などでは国境並みの検問が実施されており、許可証がない限り立ち入ることができない。もっとも、近年ではほぼ自由な通行が行われているが、まれに検問所で検査が実施される場合もある。

### 国内観光地とホテルの質
国内観光地の質については、国家観光局が1999年より「中国の観光地等級」A（最低）、AA、AAA、AAAA、AAAAA（最高）を定めていて、等級AAAAA観光地を公開している。 また、5つ星ホテルのリストも省別に公開している。

## 国外への観光
中国人の国外への観光は、中国政府と外国政府とが承認した国に行くことができる。普通に団体旅行で国外に行くことが解禁されたのは、1997年（それ以前は、ビジネス、留学、親戚訪問のみ許可されていた）。また、特定の地域住民のみを対象に観光ビザを発行するケースもある（日本は、2000年に北京市、上海市、広東省の住民を対象に観光ビザの発行を始めた。全土を対象としたのは2005年）。

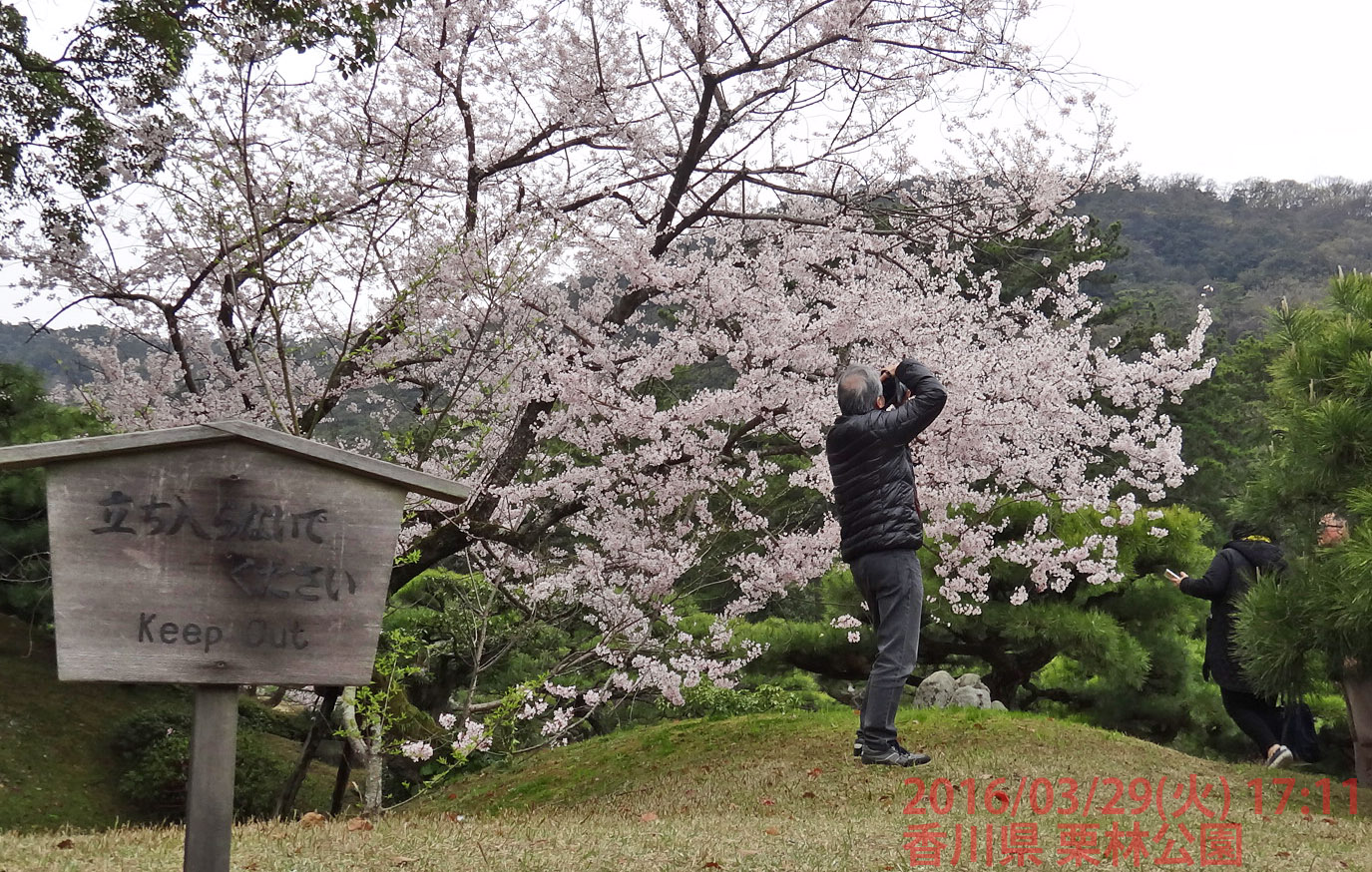
香川県の栗林公園で立ち入り禁止エリアに入り込み、写真撮影をしている外国人観光客。

経済成長による中産階級の増加、所得水準の向上から、中国人による海外旅行は増加している。ブランド品が大好きで金払いが良く、一方でマナーの悪い中国人観光客は、各地で良くも悪くも注目されている。
2006年時点における消費規模は、世界第6位。一人当たり消費は、928ドルで第1位。
2007年には、UNWTO（世界観光機関）の公用語に中国語が追加された。
香港、マカオ、中華民国への旅行は、一国二制度、一つの中国の建前上、国外旅行ではなく、国内旅行であるが、実際には国外旅行に準じた取り扱いがなされている。香港、マカオへ渡航するには、パスポートの代わりに、「中華人民共和国往来港澳通行証」が必要であり、別途渡航目的に応じたビザも必要である。台湾の場合、「大陸居民往来台湾通行証（陸胞証）」が必要であり、やはり別途渡航目的に応じたビザが必要である（以上、中国政府発行）。この他に、台湾政府の発行する「中華民国台湾地区入出境許可証」が必要である。なお、空港でも香港、マカオ、台湾へ向かう航空機は国際線より発着している。

### 旅行形式
主流となっている形式は、団体形式でのパック旅行。パック旅行が主流となっている要因は、観光ビザにある（多くが、団体ビザに限り発行するため）。中国は経済成長著しいものの収入格差が激しく、富裕層が増えている一方で大勢の低所得層がいる。そのため、無制限な旅行の許可は低所得層が大挙して押しかけてくる危険性があるため、また帰国せずに不法就労する恐れもあるため、外国は許可範囲の拡大に慎重になっている。ただし、上記ビザと同様、特定の地域住民のみを対象に、個人観光ビザを発行する例も少しずつではあるが増えてきている。
内容はあちこちを回る周遊型が主流となっており、これでもかと予定を詰め込んだ過密スケジュールは珍しくない。しかし、周遊型から一カ所に留まってじっくり楽しむ滞在型へと変化する動きが現れ始めており、質にこだわる兆しもあるという。

### 消費対象者としての姿
中国人は旅先での失踪があることから、旅行業者は多額の保証金を預けなければならない（旅行者が失踪した場合、保証金は没収され、その旅行会社主催のツアーへのビザ発給は禁止される）。マナーは悪く、評判はよろしくない。
- 「最も品行方正でない」「最もおしゃれでない」「最も地元の料理を試さない」「最も部屋をちらかす」など、不名誉な項目はすべて中国人がランク入り。「（成金趣味で素行の悪い）中国人は21世紀の日本人観光客だ」[1]
- 「タイ国の現地ガイドは、「まともな教育を受けていない人々が多く、説明しても何もわからない。金持ちぶるくせに、高級な店に案内すると高価すぎると文句をいう。」と批判」「日本のガイドたちは、中国人観光客がいつでもどこでも大声で話し、態度も大きく、少しでも気に入らないことがあるとすぐに怒り出すのが困るという」[11]

要因として、国外のガイドなど他人を信用しない態度があり、マナー教育を行う必要があると指摘されている。
一方で、銀聯カードの制度的バックアップもあり消費活動は旺盛で、各国では中国人観光客は注目される存在となっている。一例として、以下を挙げる。
- 「個人旅行観光解禁を見込んでいたら、北京オリンピックの聖火リレー問題がこじれて話し合いが店晒し。ホテルなどの観光業界大打撃」（台湾）[12]
- 「中国人は、これからビザ免除にしていく！」（韓国）[13]
- 韓国の他地域を経由せず済州特別自治道に直接入国し道内のみを観光する場合に限って30日のビザ免除[14]
- 「うちの国も観光国に認定しろ。さもないとWTOに訴えるぞ（中国が渋っているのは2007年10月に首相がダライラマと会談したことなどが要因）」（カナダ）[15]

### 海外旅行認定国
以下に、主な認定国を挙げる。
| 年         | 国名、地域                                          |
| ---------- | --------------------------------------------------- |
| 1997年     | 団体観光旅行解禁                                    |
| 1998年     | 韓国                                                |
| 1999年     | オーストラリア、ニュージーランド                    |
| 2000年     | 日本                                                |
| 2002年     | トルコ、エジプト等                                  |
| 2003年     | ドイツ、南アフリカ等。 香港の自由旅行解禁           |
| 2004年     | ヨーロッパ諸国（英国を除くEUの大半）、 アフリカ諸国 |
| 2005～07年 | 英国、ロシア、モンゴル、中南米諸国等                |
| 2008年     | アメリカ（予定）                                    |

出典：『中国人観光客が占拠するヨーロッパ　総取引金額45兆円の「銀聯カード」をひっさげて』日経ビジネスオンライン
なお、認定国は2007年で134カ国